# Freiberg am Neckar
Freiberg am Neckar è una città tedesca situata nel land del Baden-Württemberg.